# ハードグローブ粉砕性指数
ハードグローブ粉砕性指数（Hardgrove Grindability Index, HGI） は、石炭の粉砕性を示す指数である。 HGIは単なる指数（インデックス）なので単位はない。 HGIが小さい石炭ほど硬く粉砕しにくくなり、HGIが大きな石炭ほど柔らかいので粉砕しやすい。 
HGIは、石炭粉砕機の設計にとって重要な要素である。 粉砕性は多くの未知の要因に依存するため、HGIは以下の手順で測定される。 

## 測定方法
風乾した石炭を0.6〜1.18mmの粒径に調整する。50gをサンプルミルに充填し、ミルの砥石に重りを載せる。 60回転後、粉砕された石炭をふるいにかける。 200mesh（74μm）のふるいを通過する石炭の割合をDとし、HGIはDから次のように計算される。 
{\displaystyle H=13+6{.}93\cdot D}
サンプルミルは標準試料用の石炭を使用して校正されているため、この手順では相対値しか得られない。 標準試料用の石炭のHGIを100と定義する。 

## 開発者
HGIはラルフM.ハードグローブによって1930年代に開発された。 
HGIは、 ASTM D 409、 DIN 51742、 ISO 5074で標準化されている。